# Erich Fascher
Erich Fascher, född 14 december 1897 i Göttingen, död 23 juli 1978 i Potsdam, var en tysk evangelisk teolog. Han startade skriftserien Theologischer Handkommentar zum Neuen Testament som kom ut mellan 1968 och 1998.